# XH-20小亨利直升機
XH-20小亨利（英語：Little Henry)是一款由麥克唐納飛行器公司於1940年代研製的實驗性輕型直升機。

## 發展
McDonnell Model 38是一款由美國陸軍航空軍贊助的輕型實驗直升機，用於測試在旋翼葉片尖端使用小型沖壓發動機的概念。作為一架功能性直升機，它採用簡單的開放式鋼管結構。軍事編號為XH-20，第一架原型機於1947 年8月29日首飛。
儘管XH-20成功飛行，但衝壓引擎噪音很大並且需燃燒大量燃料，因此後續的建造計劃被放棄，最終更大型的的雙座XH-29只留於藍圖。
目前，僅剩的XH-20（46-689）展示於美國空軍國家博物館。

## 型號

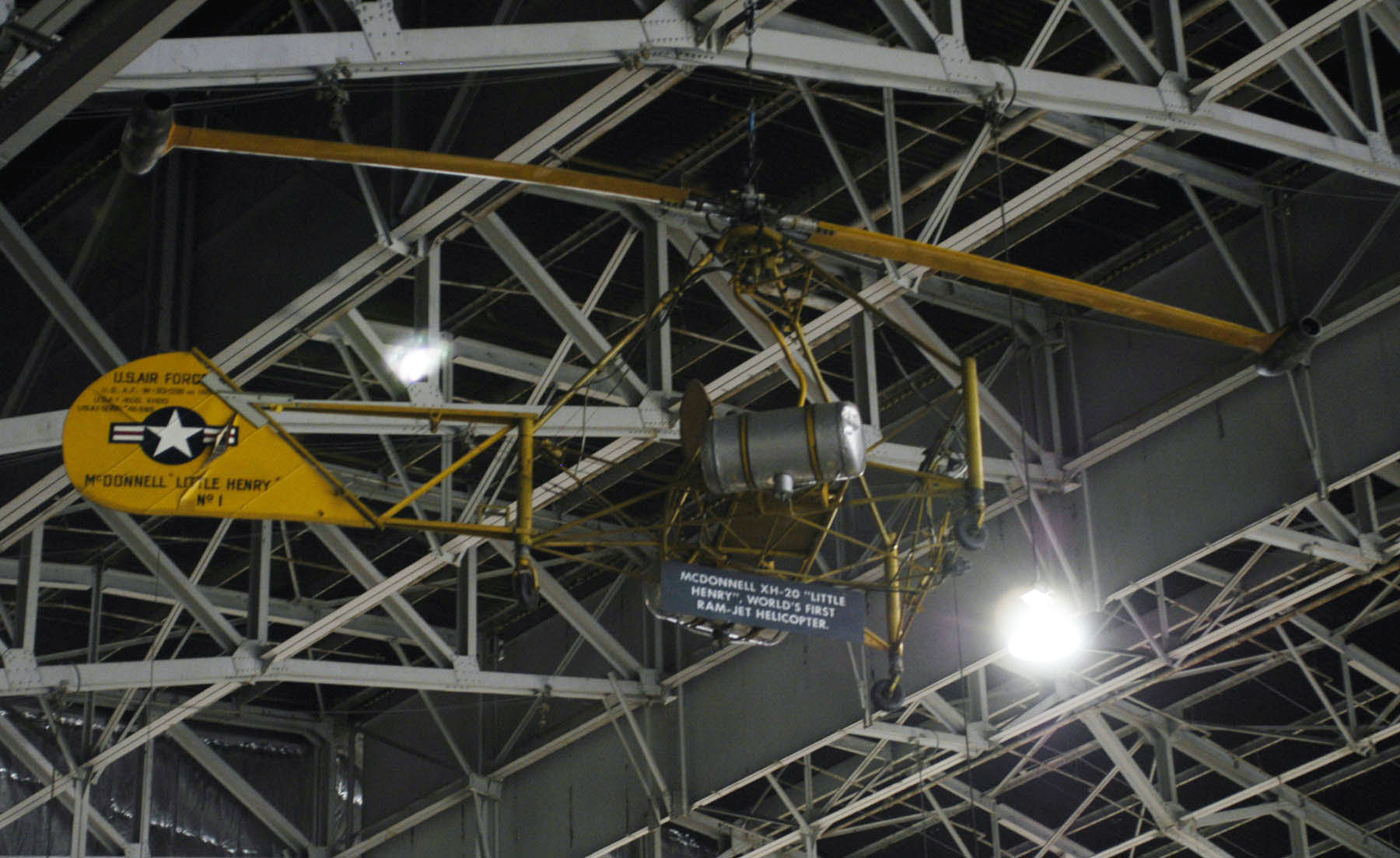
展示於美國空軍國家博物館的XH-20

Model 38 XH-20 Little Henry
實驗直升機，共2架
Model 79 XH-29 Big Henry
雙座版本的實驗直升機，已取消